# Мантолокінг (Нью-Джерсі)
Мантолокінг (англ. Mantoloking) — місто (англ. borough) в США, в окрузі Оушен штату Нью-Джерсі. Населення — 331 особа (2020).

## Географія
Мантолокінг розташований за координатами 40°3′25″ пн. ш. 74°3′0″ зх. д. / 40.05694° пн. ш. 74.05000° зх. д. (40.056853, -74.049895).  За даними Бюро перепису населення США в 2010 році місто мало площу 1,67 км², з яких 1,00 км² — суходіл та 0,67 км² — водойми.

### Клімат
| Клімат : Мантолокінг    | Клімат : Мантолокінг | Клімат : Мантолокінг | Клімат : Мантолокінг | Клімат : Мантолокінг | Клімат : Мантолокінг | Клімат : Мантолокінг | Клімат : Мантолокінг | Клімат : Мантолокінг | Клімат : Мантолокінг | Клімат : Мантолокінг | Клімат : Мантолокінг | Клімат : Мантолокінг | Клімат : Мантолокінг |
| Показник                | Січ.                 | Лют.                 | Бер.                 | Квіт.                | Трав.                | Черв.                | Лип.                 | Серп.                | Вер.                 | Жовт.                | Лист.                | Груд.                | Рік                  |
| Середній максимум, °C   | 4,6                  | 5,9                  | 9,7                  | 15,1                 | 20,4                 | 25,6                 | 28,4                 | 27,8                 | 24,4                 | 18,5                 | 12,9                 | 7,2                  | 16,7                 |
| Середня температура, °C | 0,3                  | 1,5                  | 5,0                  | 10,2                 | 15,6                 | 20,8                 | 23,8                 | 23,3                 | 19,6                 | 13,4                 | 8,3                  | 2,9                  | 12,1                 |
| Середній мінімум, °C    | −3,9                 | −3                   | 0,4                  | 5,4                  | 10,8                 | 16,2                 | 19,3                 | 18,8                 | 14,8                 | 8,3                  | 3,7                  | −1,3                 | 7,5                  |
| Норма опадів, мм        | 93                   | 78                   | 107                  | 101                  | 89                   | 93                   | 118                  | 113                  | 89                   | 95                   | 100                  | 101                  | 1178                 |
| Вологість повітря, %    | 64.9                 | 62.5                 | 60.8                 | 62.3                 | 65.7                 | 70.3                 | 69.9                 | 71.5                 | 71.3                 | 69.9                 | 68.0                 | 66.3                 | 67.0                 |
| ----------------------- | -------------------- | -------------------- | -------------------- | -------------------- | -------------------- | -------------------- | -------------------- | -------------------- | -------------------- | -------------------- | -------------------- | -------------------- | -------------------- |
| Джерело: PRISM          |                      |                      |                      |                      |                      |                      |                      |                      |                      |                      |                      |                      |                      |

## Демографія
Згідно з переписом 2010 року, у селищі мешкало 296 осіб у 162 домогосподарствах у складі 103 родин. Було 535 помешкань
Расовий склад населення:
| - 94,9 % — білих - 1,7 % — чорних або афроамериканців - 0,3 % — корінних американців - 0,3 % — азіатів - 2,4 % — осіб інших рас |

До двох чи більше рас належало 0,3 %. Частка іспаномовних становила 2,4 % від усіх жителів.
За віковим діапазоном населення розподілялося таким чином: 4,1 % — особи молодші 18 років, 48,3 % — особи у віці 18—64 років, 47,6 % — особи у віці 65 років та старші. Медіана віку мешканця становила 64,4 року. На 100 осіб жіночої статі у селищі припадало 83,9 чоловіків;  на 100 жінок у віці від 18 років та старших — 85,6 чоловіків також старших 18 років.
Середній дохід на одне домашнє господарство  становив 180 983 долари США (медіана — 126 250), а середній дохід на одну сім'ю — 213 952 долари (медіана — 148 750). Медіана доходів становила 115 208 доларів для чоловіків та 92 500 доларів для жінок. За межею бідності перебувало 2,5 % осіб, у тому числі 0,0 % дітей у віці до 18 років та 2,0 % осіб у віці 65 років та старших.
Цивільне працевлаштоване населення становило 109 осіб. Основні галузі зайнятості: фінанси, страхування та нерухомість — 25,7 %, науковці, спеціалісти, менеджери — 22,9 %, освіта, охорона здоров'я та соціальна допомога — 21,1 %.